# Dassault MD-80 ABC
Le Dassault MD-80 ABC est un prototype d'avion de tourisme français du début des années 1950.

## Historique
Conçu après-guerre pour le marché de l'aviation générale, il n'a rencontré aucun succès. Il s'agit du seul et unique avion de tourisme conçu par la Générale Aéronautique Marcel Dassault. Son premier vol a été réalisé par le pilote d'essai français Constantin Rozanoff sous l'immatriculation aérienne F-WFUM. On ignore ce qu'il est advenu par la suite de cet avion.

## Aspect général
Le Dassault MD-80 ABC se présente sous la forme d'un avion triplace monomoteur monoplan à aile basse. Il dispose d'un train d'atterrissage classique fixe.

### Aéronefs comparables
- Morane-Saulnier MS.730
- Nord 2800